# Oniticellus freyi
Oniticellus freyi là một loài bọ cánh cứng trong họ Bọ hung (Scarabaeidae).